# 1225 w polityce

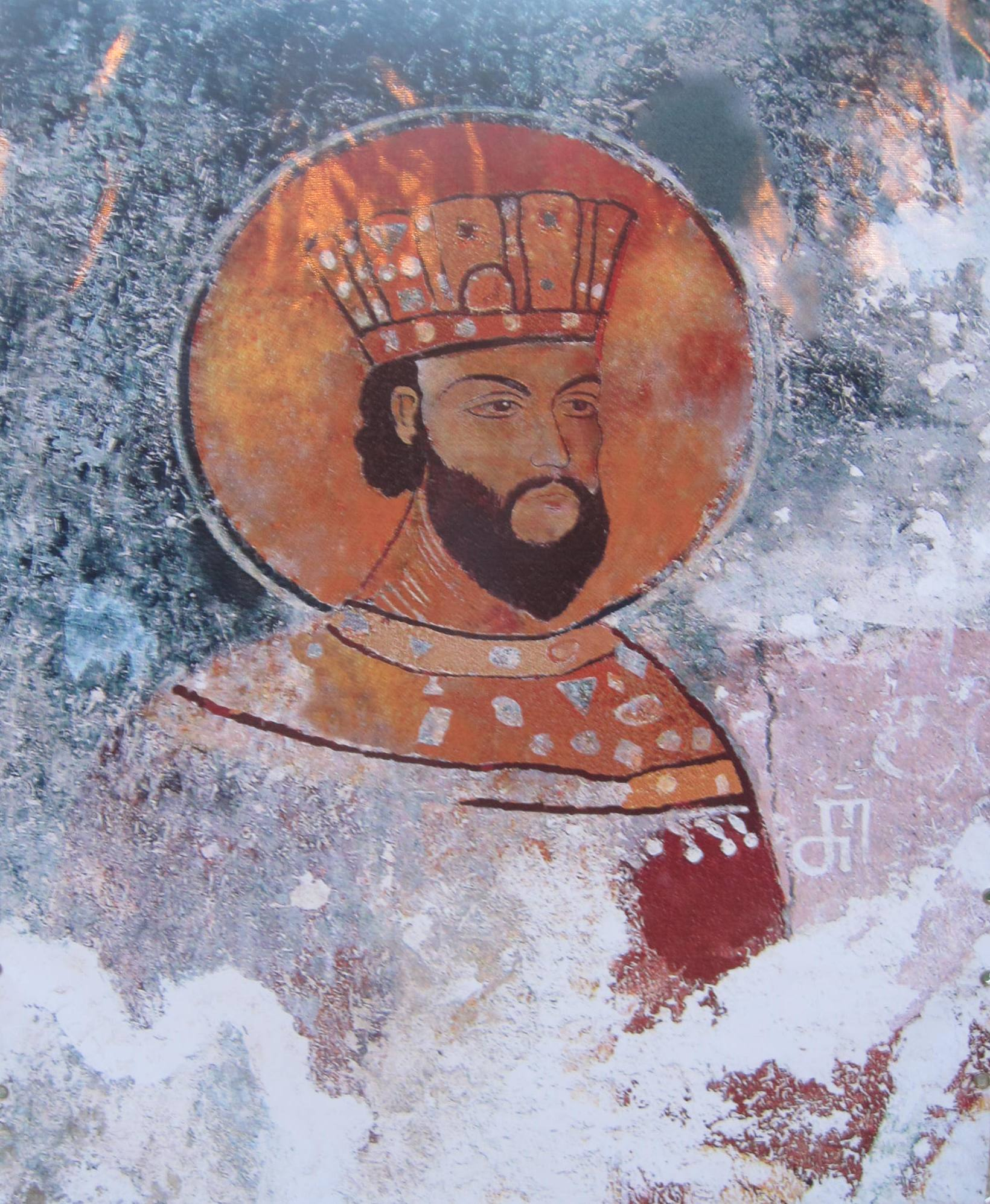
Dawid VI, król Gruzji

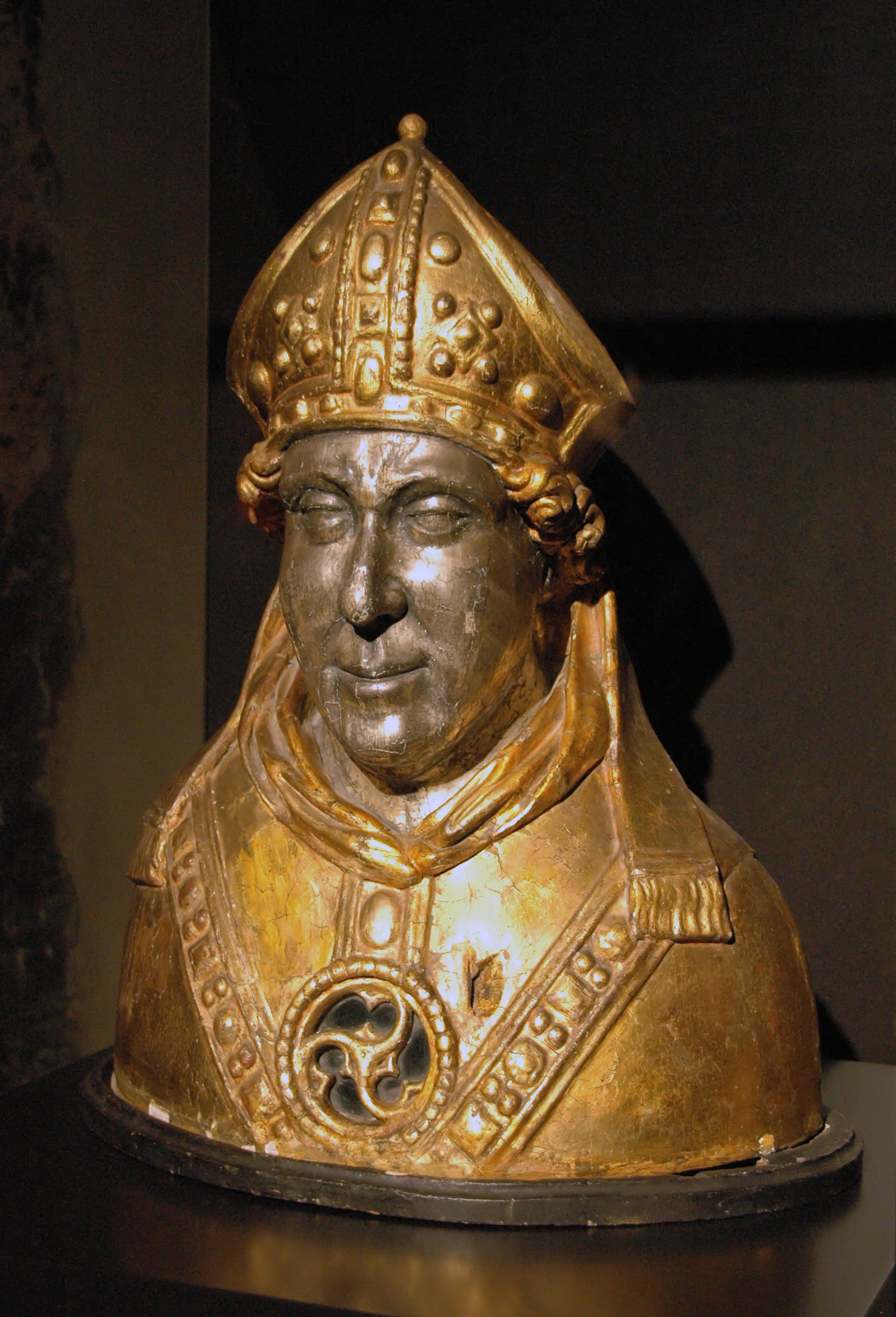
Relikwiarz św. Engelberta z Kolonii

Wydarzenia polityczne w 1225 roku.

## Wydarzenia
- Krzyżacy zostają wypędzeni z Węgier za próby stworzenia niezależnego państwa[1][2]. Wkrótce zostaną zaproszeni do Polski[3].
- Wybuch konfliktu pomiędzy Henrykiem Brodatym i Leszkiem Białym[4].

## Urodzili się
- Dawid VI król Gruzji[5].
- Michał VIII, cesarz Bizancjum, założyciel dynastii Paleologów[6].
- Władysław opolski, książę Kalisza[7].

## Zmarli
- An-Nasir, kalif Bagdadu[8].
- Engelbert I z Kolonii, hrabia Bergu, arcybiskup Kolonii, święty Kościoła katolickiego[9].
- Adolf III, hrabia szauenburski i holsztyński[10].